# ويديهيم
ويديهيم (بالفرنسية: Widehem)‏ هي بلدية تقع في إقليم باد كاليه من منطقة نور با دو كاليه في شمال فرنسا. تبلغ مساحة هذه المدينة 7.2 (كم²)، وترتفع عن سطح البحر 99 م، يبلغ عدد سكانها 261 نسمة حسب إحصاء المعهد الوطني للإحصاء والدراسات الاقتصادية سنة 2009 م. وترأس Jean L’hotellier البلدية خلال فترة (2008-2014).